# سیارک ۱۱۱۳۷
سیارک ۱۱۱۳۷ (به انگلیسی: 11137 Yarigatake، نامگذاری:1996XE19) یازده هزار و صد و سی و هفتمین سیارک کشف شده‌است که در ۸ دسامبر ۱۹۹۶ کشف شد.
قدر مطلق سیارک برابر ۳۳.۸ است.